# São Cristóvão e Neves nos Jogos Pan-Americanos de 2003
São Cristóvão e Neves nos Jogos Pan-Americanos de 2003, em São Domingos, participaram pela 3ª vez no evento.
Nesta participação o país não conseguiu obter medalha alguma.